# Lenny (film)
Pour les articles homonymes, voir Lenny.
Pour plus de détails, voir Fiche technique et Distribution.
Lenny est un film américain réalisé par Bob Fosse, sorti en 1974. Il s'agit d'une adaptation de la pièce de théâtre Lenny relatant la vie de l'humoriste Lenny Bruce, incarné par Dustin Hoffman.

## Synopsis
Lenny Bruce est un humoriste célèbre pour ses talents d'improvisations. Il crée un style inédit, plus tard appelé stand-up. Dans les 1950-1960, il va se battre pour conserver son ton libertaire et satirique dans une Amérique conservatrice. Cela va lui valoir plusieurs condamnations mais permettra ainsi l'avènement d'une plus grande liberté de parole pour toute une génération d'humoristes.

## Fiche technique

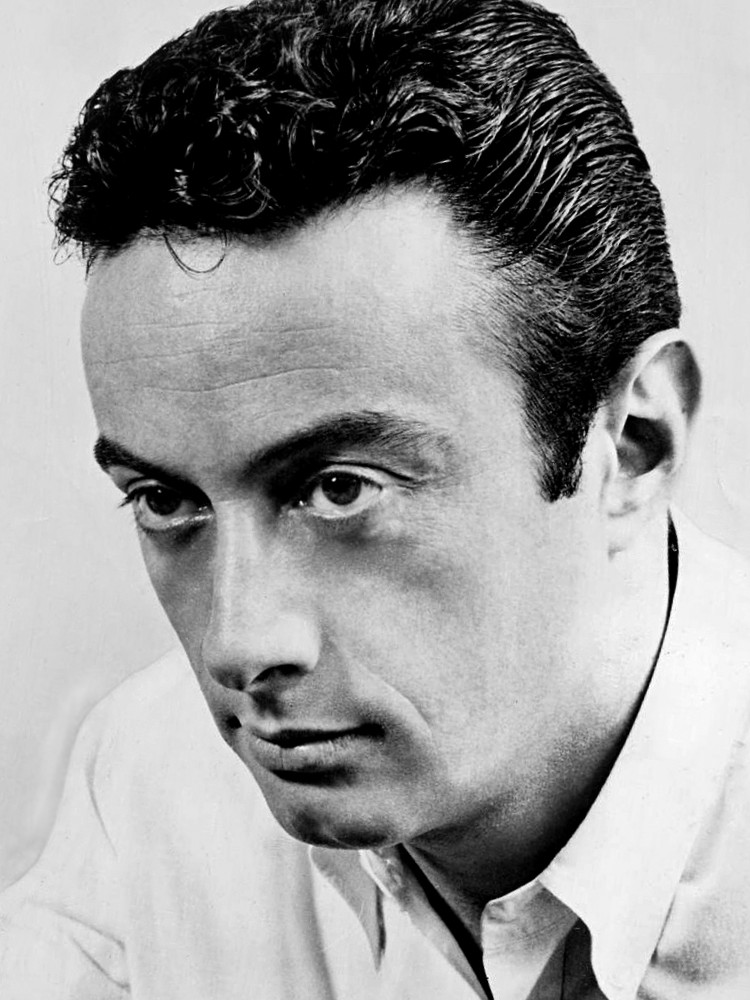
L'humoriste Lenny Bruce en 1961.

- Titre original et français : Lenny
- Réalisation : Bob Fosse
- Scénario : Julian Barry, adapté de sa propre pièce Lenny
- Photographie : Bruce Surtees
- Musique : Ralph Burns
- Production : Marvin Worth
- Société de production : United Artists
- Pays de production :  États-Unis
- Langue : anglais
- Genre : Film dramatique, Film biographique
- Durée : 111 minutes
- Budget : 2 millions de dollars
- Date de sortie :
  - États-Unis : 10 novembre 1974

## Distribution

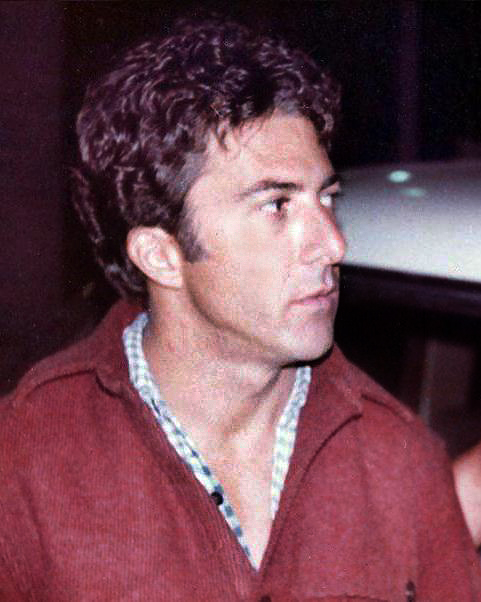
L'acteur principal Dustin Hoffman sur le tournage du film.

- Dustin Hoffman (VF : Francis Lax) : Lenny Bruce
- Valerie Perrine : Honey Bruce
- Jan Miner : Sally Marr
- Stanley Beck : Artie Silver
- Rashel Novikoff : Tante Mema
- Gary Morton : Sherman Hart
- Guy Rennie : Jack Goldman

## Autour du film
Hoffman aurait passé des jours entiers à écouter les enregistrements de Bruce, et à étudier le personnage, le mimant également devant un miroir, pour entrer complètement dans le rôle[réf. souhaitée].

## Distinctions
- Le film est nommé six fois aux Oscars 1975, mais ne reçoit aucune récompense :
  - Oscar du meilleur film
  - Oscar du meilleur réalisateur pour Bob Fosse
  - Oscar du meilleur acteur pour Dustin Hoffman
  - Oscar de la meilleure actrice pour Valerie Perrine
  - Oscar du meilleur scénario adapté pour Julian Barry (en)
  - Oscar du meilleur chef opérateur pour Bruce Surtees
- Sélection officielle en compétition lors Festival de Cannes 1975 et Prix d'interprétation féminine pour Valerie Perrine.